# Nadproud
Nadproud je takový elektrický proud, který je větší než jmenovitý proud In, respektive vyšší než povolená kladná odchylka jmenovitého proudu.
Nadproudy se vyskytují zejména v případech elektrického zkratu, kdy elektrickým obvodem protéká zkratový proud. Ten je v běžném elektrickém rozvodu 0,4 kV, 50 Hz dán především zkratovým výkonem nejbližšího transformátoru.
Nadproudy se také vyskytují při provozu elektromotorů, kde v okamžiku rozběhu protéká vinutím motoru několikanásobně vyšší elektrický proud než je jeho běžná jmenovitá hodnota. Záběrový proud motoru vinutí elektromotoru vytváří obvod zapojený jako „vinutí nakrátko“. S nárůstem otáček motoru pak za normálních okolností tento záběrný proud postupně klesá až na úroveň jmenovité hodnoty elektrického proudu.
Nadproudy způsobené elektrickým zkratem jsou nebezpečné zejména z požárního hlediska, dále kvůli tomu, že by mohlo dojít k trvalému poškození elektrického vedení nebo transformátoru a dalších technických zařízení. Proto jsou pro omezení nadproudů do obvodu vkládány jistící prvky ve formě pojistek, rychlovypínačů a motorových jističů, které nežádoucí nadproudy dokážou odstranit tím, že elektrický obvod havarijně rozpojí buď v postižené větvi sítě, nebo přímo na výstupu ze sekundárního vinutí transformátoru.
Nejméně nebezpečným a nejčastějším případem nadproudu pak bývá nadměrné zatížení sítě, kdy je do sítě (obecně ke zdroji) připojeno příliš mnoho elektrických spotřebičů, které pro svoji funkci vyžadují nadměrné množství elektrické energie.